# Qantas
Qantas Airways Limited — австралійська національна авіакомпанія та найбільший авіаперевізник на континенті. Назва «QANTAS» походить від «Queensland and Northern Territory Aerial Services». Має призвисько «The Flying Kangaroo» (Літаюче кенгуру). Штаб-квартира розташована в Qantas Centre у Сіднеї, Новий Південний Уельс. Основний хаб — аеропорт Сіднея. Входить до альянсу Oneworld.
Авіакомпанія заснована у 1920 році. Займає друге місце у списку найстарших діючих авіакомпаній у світі (після KLM). Qantas є публічною компанією, її акції торгуються на Австралійській біржі цінних паперів та входять до розрахунку індексу S&P/ASX 50.
Згідно з опитуваннями пасажирів, які проводить компанія Skytrax, авіакомпанія Qantas отримала 4 зірки з п'яти у 2011 за якістю обслуговування. Відповідно цього ж рейтингу у 2011 році Qantas посіла восьме місце у списку найкращих авіакомпаній світу. У порівнянні з 2009 роком вона опустилась на одну сходинку униз. У 2008 році третє, у 2007 — п'яте, у 2006 та 2005 роках — друге. У 2010 році частка авіакомпанії на внутрішньому ринку становила 65%, проте на міжнародних маршрутах вона відчувала сильну конкуренцію з боку інших гравців ринку.
Згідно з рейтингом [Архівовано 9 січня 2015 у Wayback Machine.] AirlineRatings.com "Найбезпечніших авіакомпаній світу 2015 року" Qantas посіла перше місце.

## Історія

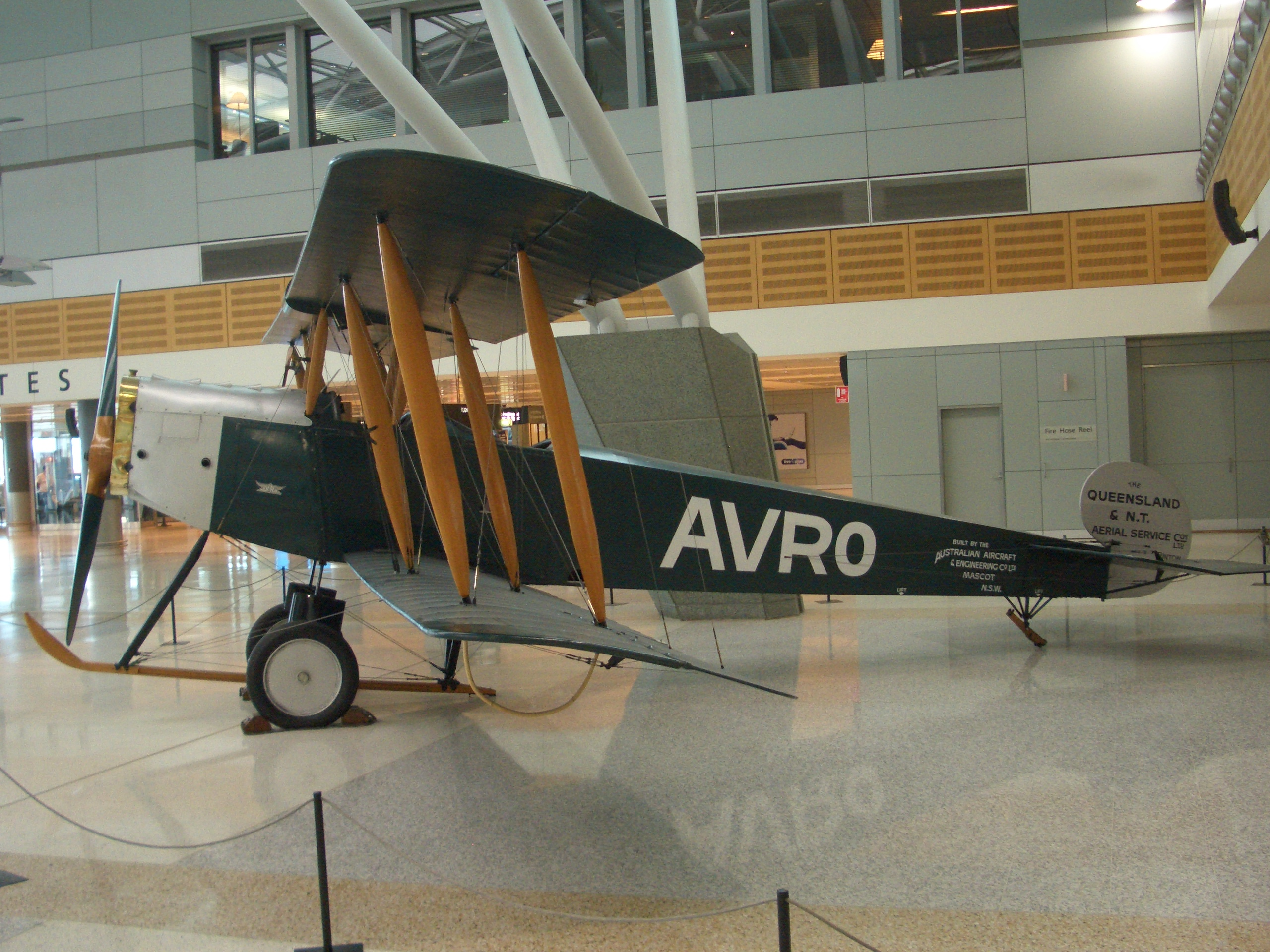
Репродукція першого літака компанії Qantas — Avro 504K.

Qantas була заснована в місті В'їнтон, Квінсленд 16 листопада 1920, під назвою «Queensland and Northern Territory Aerial Services». Перший літак який використовувала компанія був Avro 504K. Авіакомпанія почала виконувати міжнародні перевезення з травня 1935 року, коли вона почала польоти між Дарвіном та Сінгапуром.

## Мережа маршрутів
Мережа польотів Qantas налічує 20 внутрішніх маршрутів та 21 міжнародний маршрут у 14 країнах світу в Європі, Північній та Південній Америці, Азії та Океанії. Загалом група компаній Qantas обслуговує 60 внутрішніх та 27 міжнародних напрямків. Деякі внутрішні маршрути Qantas  рекламує як Qantas CityFlyer. 

### Антарктичні польоти
Qantas виконує чартерні рейси в Антарктику у співпраці з Croydon Travel. Перший такий політ відбувся у 1977 році. У 1979 році такі польоти були призупинені через катастрофу рейсу Air New Zealand Flight 901. Рейс був відновлений у 1994 році. Попри те, що ці рейси не виконують посадку в Антарктиці, проте вони потребують спеціального навчання екіпажу та особливого обслуговування техніки.

## Співпраця
Крім партнерства у рамках альянсу Oneworld, Qantas має коудшерінгові домовленості з такими авіакомпаніями:
| - Aircalin - Air France (SkyTeam) - Air Malta - Air Niugini - Airnorth | - Air Pacific - Air Tahiti Nui - Air Vanuatu - Alaska Airlines - Asiana Airlines (Star Alliance) | - EVA Air - China Eastern Airlines (SkyTeam) - Garuda Indonesia (найбутній член SkyTeam) - Gulf Air - Jet Airways | - Kenya Airways (SkyTeam) - Polynesian Airlines - South African Airways (Star Alliance) - Vietnam Airlines (SkyTeam) |

## Флот

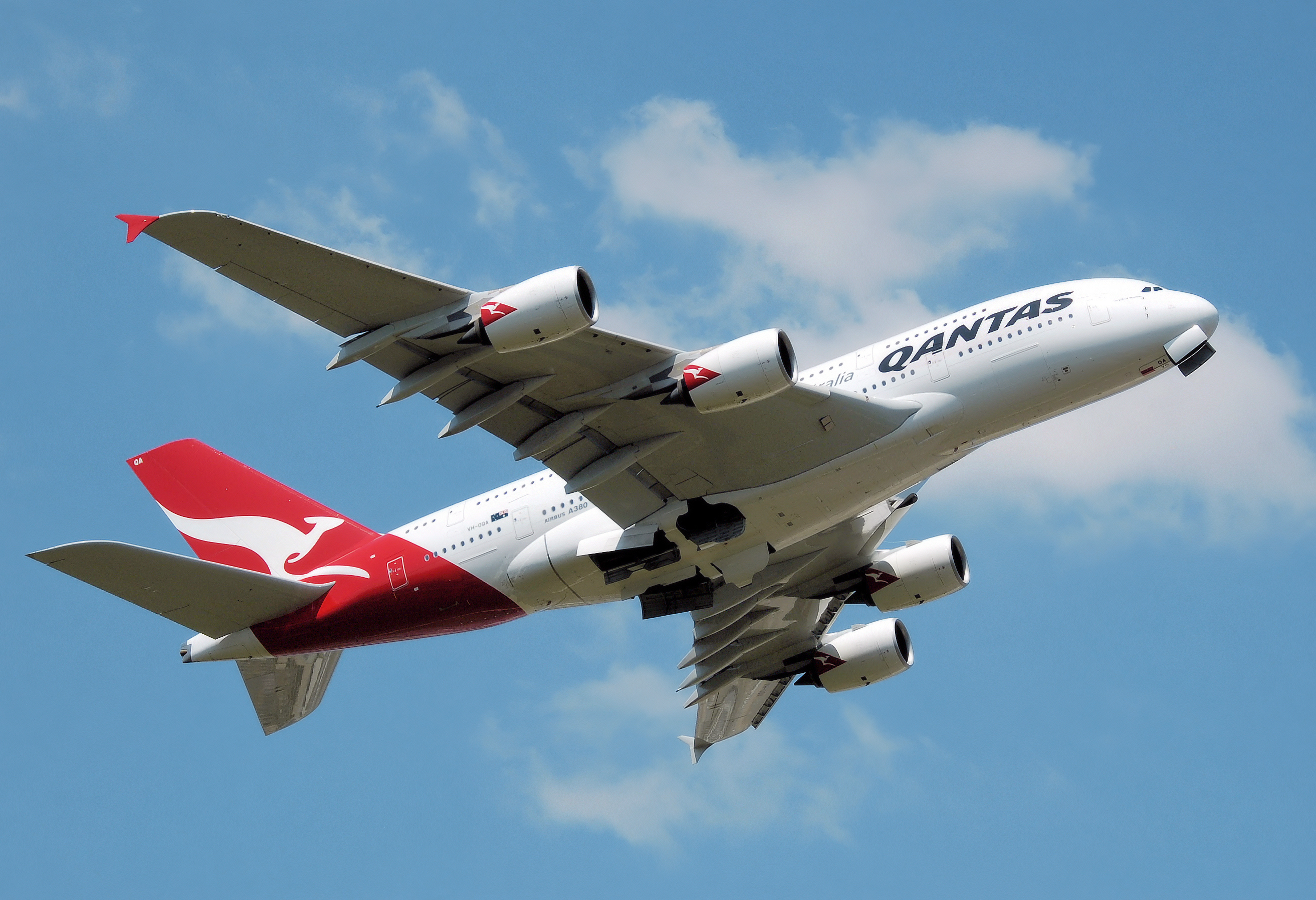
Airbus A380 злітає з аеропорту Лондон-Хітроу у червні 2009. Люки основного та носового шасі ще не закрилися.

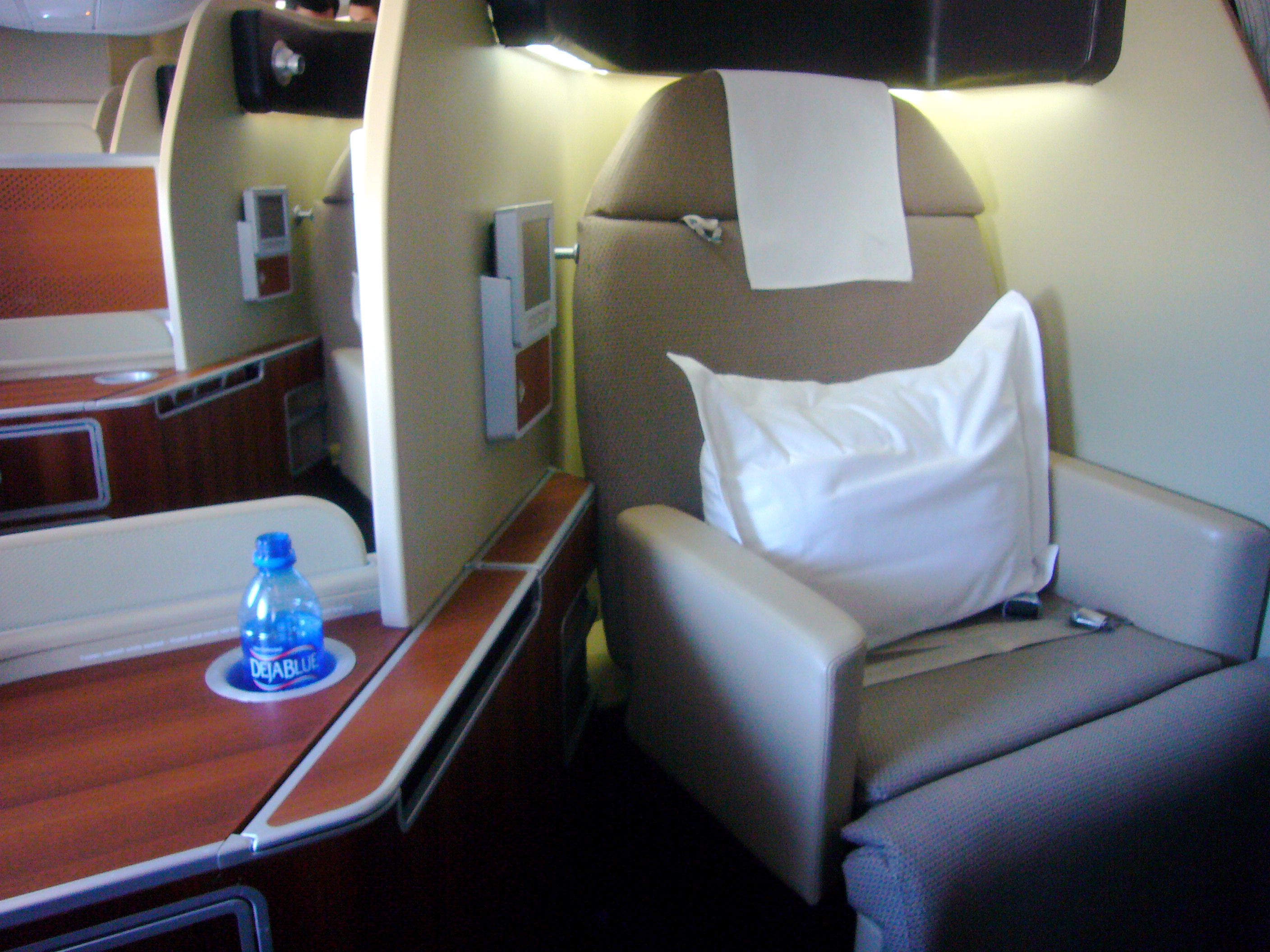
Перший клас Qantas First Class у літаку Airbus A380

Станом на серпень 2011 року флот Qantas налічував такі літаки:
- First Class та Premium Economy доступні тільки на певних літаках.